# 比萨克福雷
比萨克福雷（法語：Bussac-Forêt，法語發音：[bysak fɔʁɛ]）是法国滨海夏朗德省的一个市镇，位于该省东南部，属于容扎克区。

## 地理
比萨克福雷（45°12'45"N, 0°22'11"W）面积34.78 平方千米，位于法国新阿基坦大区滨海夏朗德省，该省份为法国西部滨海省份，北起旺代省，西临大西洋，南至吉倫特省，东南接多爾多涅省，东北接德塞夫勒省接壤，东临夏朗德省。
与比萨克福雷接壤的市镇（或旧市镇、城区）包括：贝德纳克、谢普尼耶、科里尼亚克、蒙略拉加德、多讷扎克、拉吕斯卡德、圣萨万、圣伊藏德苏迪亚克。

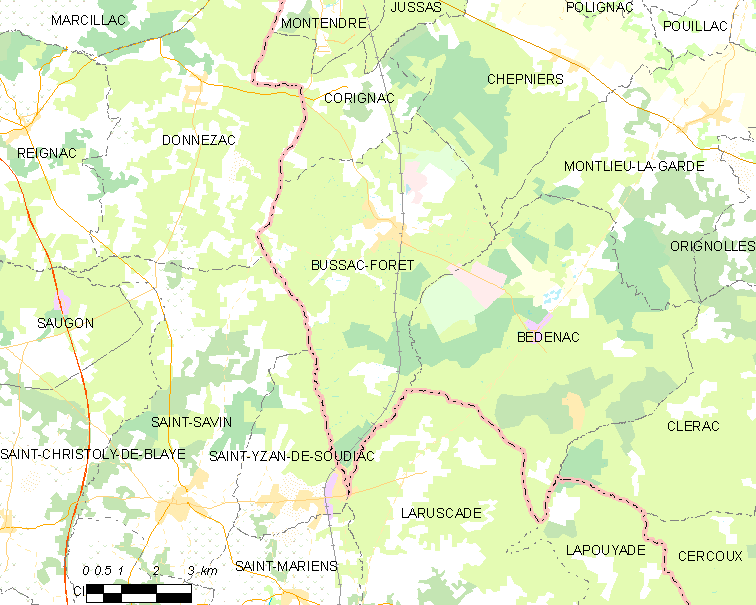
比萨克福雷的OSM定位图

比萨克福雷的时区为UTC+01:00、UTC+02:00（夏令时）。

## 行政
比萨克福雷的邮政编码为17210，INSEE市镇编码为17074。

## 政治
比萨克福雷所属的省级选区为三山县。

## 人口

1962-2008年间比萨克福雷人口变化图示

比萨克福雷于2022年1月1日时的人口数量为1079人。